# Schmidham (Ruhstorf)
Schmidham ist ein Gemeindeteil des Marktes Ruhstorf an der Rott im niederbayerischen Landkreis Passau. Bis zum 1. Januar 1972 bildete das Dorf eine eigene Gemeinde.

## Lage
Schmidham liegt im Isar-Inn-Hügelland etwa acht Kilometer nordwestlich von Ruhstorf und ist unwesentlich höher als das Zentrum von Ruhstorf gelegen. Der Eierbach, der über den Schwärzenbach südlich von Tettenweis in die Rott fließt, bildet die Grenze zu dem unmittelbar östlich anschließenden Ortsteil Berg.

## Geschichte
Smideheim, das „Heim des Schmiedes“, erhielt wohl im 7. Jahrhundert zur Zeit der Agilolfinger seinen Namen. Nach 1000 waren die Grafen von Vornbach Herren des Unteren Rottals und damit auch Schmidhams. 1165 schenkte Markgraf Berthold III. von Andechs, der Erbe des letzten Vornbacher Grafen, dem Kloster Vornbach eine halbe Hube in Smidehaimen. 
In den Urkundenbüchern von Kloster Asbach und Kloster Aldersbach tauchen die Edelfreien von Schmidham auf. 1140 machen Poppo und Ouldarich von Smideheim Zeugen für eine Aldersbacher Schenkung und 1180 ist Werenher de Smideheim erster Zeuge bei einer Übergabe an Aldersbach. 1170 treten Walter de Smidheim und Uldarich de Smideheim bei Schenkungen an das Kloster Asbach auf. 1220/40 erscheint Hainrich von Smidhaim als Zensuale.
Seit dem 15. Jahrhundert gehörte Schmidham zur Obmannschaft Berg im Amt vorm Wald des Landgerichtes Griesbach. Die Güter um Schmidham waren landgerichtsunmittelbar, so dass das Landgericht Nieder- und Hochgerichtsbarkeit sowie die Verwaltungshoheit besaß. Die Kirche und die Schule befanden sich in dem kleineren Nachbarort Berg.
1810 wurde aus Teilen der Obmannschaften Höhenstadt und Berg der Steuerdistrikt Schmidham gebildet. Die 1818 mit dem zweiten Gemeindeedikt entstandene Gemeinde Schmidham deckte sich mit dem Steuerdistrikt und umfasste zunächst 23, später 25 Ortsteile. 
Aufgrund eines Gemeinderatsbeschlusses vom 24. September 1971 wurde die Gemeinde Schmidham im Zuge der Gebietsreform in Bayern am 1. Januar 1972 in die Gemeinde Ruhstorf an der Rott eingegliedert.

## Bürgermeister
| - Georg Baumgartner 1823–1833 - Josef Gstöttl 1848–1850 - Georg Bauer 1850–1852 - Thomas Kapsreiter 1852–1864 - Franz Greul 1864–1865 - Johann Dandl 1865–1867 - Michael Hehenberger 1867–1869 - Hinterdobler 1870–1875 - Winklhofer 1876–1880 - Kapsreiter 1880–1905 | - Schneidhuber 1906–1910 - Josef Asenbauer 1910–1920 - Josef Winklhofer 1920–1930 - Georg Pischl 1930–1936 - Englbert Dachsberger 1936–1944 - Georg Pischl 1945 - Josef Schneidhuber 1945–1946 - Franz Baumgartner 1946–1948 - Ludwig Huber 1948–1972 |